# Kamienny Horb
Kamienny Horb (słow. Kamenný hrb; 826 m) – szczyt w Górach Leluchowskich, które w polskiej regionalizacji fizycznogeograficznej według Jerzego Kondrackiego zaliczone zostały do Beskidu Sądeckiego, w nowszej regionalizacji z 2018 r. wraz z Górami Lubowelskimi do Pogórza Popradzkiego. Znajduje się na granicy polsko-słowackiej, polskie stoki należą do wsi Wojkowa w województwie małopolskim, w powiecie nowosądeckim, w gminie Muszyna. Stoki północne opadają do doliny potoku Pusta (dopływ Muszynki), północno-zachodnie do doliny dopływu Pustej. Na słowacką stronę w południowym kierunku odchodzi od Kamiennego Horbu grzbiet z wierzchołkiem Jalová (751 m). Po jego zachodniej stronie spływa spod Kamiennego Horbu potok Oľmov, po wschodniej stronie potok Rakovec.
Szczyt jest porośnięty lasem. Prowadzą przez niego dwa szlaki turystyczne.

## Szlaki turystyczne
– żółty: Muszyna – Malnik – Garby – Przechyby – Dubne (szczyt) – Wojkowa – Kamienny Horb – Pusta (867 m) – Wysoka Horka – Bukowina – Muszynka. 7:30 h, ↓ 6:45 h.
 – czerwony wzdłuż granicy polskiej: Obručné – Kamienny Horb – Pusta (867 m) – Wysoka Horka – Jawor – Przełęcz Tylicka